# Cratere Von Kármán (Marte)
Von Kármán è un cratere da impatto sulla superficie di Marte.
È intitolato allo scienziato ungherese naturalizzato statunitense Theodore von Kármán.